# Baikalospongia intermedia
Baikalospongia intermedia är en svampdjursart som beskrevs av Dybowsky 1880. Baikalospongia intermedia ingår i släktet Baikalospongia och familjen Lubomirskiidae.
Artens utbredningsområde är havet utanför Ryssland. Inga underarter finns listade i Catalogue of Life.